# Anarta anglica
Anarta anglica är en fjärilsart som beskrevs av Culot 1915. Anarta anglica ingår i släktet Anarta och familjen nattflyn. Inga underarter finns listade i Catalogue of Life.